# جون كونكل سمول
جون كونكل سمول (1869-1938) (بالإنجليزية: John Kunkel Small)‏ هو عالم نبات أمريكي.